# Eurobowl
Eurobowl er finalen i European Football League (EFL) i Amerikansk fodbold. Eurobowl er samtidig betegnelsen for det trofæ man vinder. 

## Kampe
|                 | By                | År   | Vindende hold                 | Tabende hold                  | Stilling |
| --------------- | ----------------- | ---- | ----------------------------- | ----------------------------- | -------- |
| Eurobowl XXXIII | Potsdam           | 2019 | Potsdam Royals                | Amsterdam Crusaders           | 62-12    |
| Eurobowl XXXII  | Frankfurt am Main | 2018 | New Yorker Lions Braunschweig | Frankfurt Universe            | 20-19    |
| Eurobowl XXXI   | Frankfurt am Main | 2017 | New Yorker Lions Braunschweig | Frankfurt Universe            | 55-14    |
| Eurobowl XXX    | Innsbruck         | 2016 | New Yorker Lions Braunschweig | Swarco Raiders Tirol          | 35-21    |
| Eurobowl XXIX   | Braunschweig      | 2015 | New Yorker Lions Braunschweig | Schwäbisch Hall Unicorns      | 24-14    |
| Eurobowl XXVIII | Berlin            | 2014 | Berlin Adler                  | New Yorker Lions Braunschweig | 20-17    |
| Eurobowl XXVII  | Innsbruck         | 2013 | Raiffeisen Vienna Vikings     | Swarco Raiders Tirol          | 37-14    |
| Eurobowl XXVI   | Vaduz             | 2012 | Calanda Broncos               | Raiffeisen Vienna Vikings     | 27-14    |
| Eurobowl XXV    | Innsbruck         | 2011 | Swarco Raiders Tirol          | Berlin Adler                  | 27-12    |
| Eurobowl XXIV   | Wien              | 2010 | Berlin Adler                  | Raiffeisen Vienna Vikings     | 34-31    |
| Eurobowl XXIII  | Innsbruck         | 2009 | Swarco Raiders Tirol          | Flash de la Courneuve         | 30-19    |
| Eurobowl XXII   | Innsbruck         | 2008 | Swarco Raiders Tirol          | Raiffeisen Vienna Vikings     | 28-24    |
| Eurobowl XXI    | Wien              | 2007 | Dodge Vienna Vikings          | Marburg Mercenaries           | 70-19    |
| Eurobowl XX     | Wien              | 2006 | Dodge Vienna Vikings          | Flash de la Courneuve         | 41-9     |
| Eurobowl XIX    | Wien              | 2005 | Chrysler Vienna Vikings       | Bergamo Lions                 | 29-6     |
| Eurobowl XVIII  | Wien              | 2004 | Chrysler Vienna Vikings       | Bergamo Lions                 | 53-20    |
| Eurobowl XVII   | Braunschweig      | 2003 | Braunschweig Lions            | Chrysler Vienna Vikings       | 21-14    |
| Eurobowl XVI    | Braunschweig      | 2002 | Bergamo Lions                 | Braunschweig Lions            | 27-20    |
| Eurobowl XV     | Wien              | 2001 | Bergamo Lions                 | Chrysler Vienna Vikings       | 28-11    |
| Eurobowl XIV    | Hamburg           | 2000 | Bergamo Lions                 | Hamburg Blue Devils           | 42-20    |
| Eurobowl XIII   | Hamburg           | 1999 | Braunschweig Lions            | Hamburg Blue Devils           | 27-23    |
| Eurobowl XII    | Hamburg           | 1998 | Hamburg Blue Devils           | Flash de la Courneuve         | 38-19    |
| Eurobowl XI     | Stuttgart         | 1997 | Hamburg Blue Devils           | Bologna Phoenix               | 35-14    |
| Eurobowl X      | Stuttgart         | 1996 | Hamburg Blue Devils           | Aix-en-Provence Argonautes    | 21-14    |
| Eurobowl IX     | Stuttgart         | 1995 | Düsseldorf Panther            | London Olympians              | 21-14    |
| Eurobowl VIII   | Stuttgart         | 1994 | London Olympians              | Bergamo Lions                 | 26-23    |
| Eurobowl VII    | Bruxelles         | 1993 | London Olympians              | Amsterdam Crusaders           | 42-21    |
| Eurobowl VI     | Uppsala           | 1992 | Amsterdam Crusaders           | Giaguari Torino               | 42-24    |
| Eurobowl V      | Offenbach         | 1991 | Amsterdam Crusaders           | Berlin Adler                  | 21-20    |
| Eurobowl IV     | Rimini            | 1990 | Manchester Spartans           | Legnano Frogs                 | 34-22    |
| Eurobowl III    | Milan             | 1989 | Legnano Frogs                 | Amsterdam Crusaders           | 27-23    |
| Eurobowl II     | London            | 1988 | Helsinki Roosters             | Amsterdam Crusaders           | 35-14    |
| Eurobowl I      | Amsterdam         | 1986 | Taft Vantaa                   | Bologna Doves                 | 16-2     |